# Myzotus vitellosus
Myzotus vitellosus är en plattmaskart. Myzotus vitellosus ingår i släktet Myzotus och familjen Homalometridae. Inga underarter finns listade i Catalogue of Life.